# Meates
Meates (llatí: Maeatae, grec Μαιαται) és un nom genèric donat per Dió Cassi a les tribus britones de la rodalia del Vallum Romanum i el Mur d'Antoní, situats entre les muralles i els caledons.